# Kathetostoma canaster
Kathetostoma canaster és una espècie de peix pertanyent a la família dels uranoscòpids.

## Descripció
- Pot arribar a fer 65 cm de llargària màxima.
- 16-18 radis tous a l'aleta dorsal i 15-16 a l'anal.
- Nombre de vèrtebres: 31-33.[5][6]

## Hàbitat
És un peix marí i batidemersal que viu entre 30 i 700 m de fondària.

## Distribució geogràfica
Es troba a l'Índic oriental: el sud d'Austràlia.

## Observacions
És inofensiu per als humans.